# Jean-Léonard Rugambage
Jean-Léonard Rugambage est un journaliste rwandais. Rédacteur en chef adjoint du journal bimensuel Umuvugizi, il fut assassiné le 24 juin 2010, abattu de quatre balles à bout portant devant son domicile à Kigali,,.
Le journal avait récemment été suspendu par le gouvernement, mais continuait à publier des articles en ligne. Rugambage était « très critique » à l'égard du gouvernement du Président Paul Kagame. Peu de temps avant d'être assassiné, il avait publié un article au sujet de la tentative d'assassinat à l'encontre du lieutenant-général Faustin Kayumba Nyamwasa, ancien officier, critique envers Kagame. L'assassinat de Rugambage pourrait s'inscrire dans une série de meurtres visant les opposants à Kagame dans le cadre de la campagne pour l'élection présidentielle de 2010, et ses collègues suggérèrent que les services de sécurité nationaux auraient pu être responsables.
Cependant la police, a annoncé dès lundi 28 juin 2010 l'arrestation de deux suspects, dont l'un est, selon le ministre de la Sécurité intérieure, Moussa Fazil Harelimana, le frère d'une personne que Rugambage avait été accusé d'avoir tuée lors du génocide de 1994. Le journaliste avait toutefois été acquitté de ce meurtre en 2006,,.
Reporters sans frontières dénonça l'assassinat, mais aussi le contexte dans lequel survenait ce crime : « le climat de terreur, l’escalade de la répression contre les voix indépendantes et la dérive totalitaire au Rwanda ». Le secrétaire général des Nations unies, Ban Ki-moon, appela à une enquête englobant ce meurtre et ceux de plusieurs autres opposants au gouvernement pendant la campagne électorale.